# Acasalamento lek

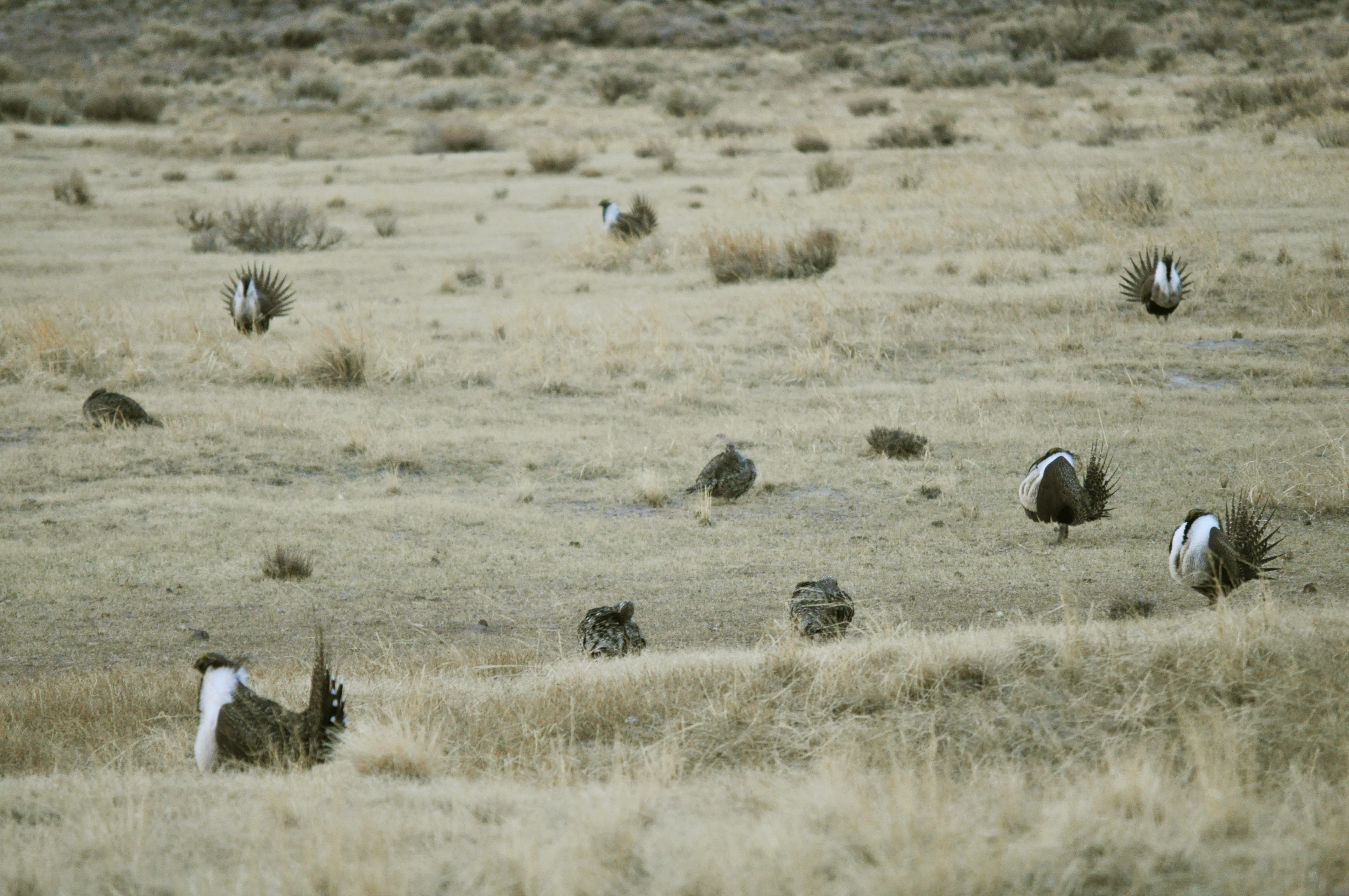
Tetraz-cauda-de-faisão num lek, com vários machos a exibirem-se para as fêmeas mais discretas

Um lek é uma agregação de machos que se juntam para entrar em exibições competitivas que podem convencer fêmeas visitantes que estão à procura de possíveis parceiros para copulação. Leks são normalmente formadas antes ou durante a época de reprodução. Uma espécie que leke é definida pelas seguintes características: exibições do sexo masculino, fêmeas fortes que efetuam a seleção intersexual, e a verificação dos benefícios indiretos do sexo masculino. Apesar do lek ser mais comum entre aves, comportamento lek é encontrado nos insectos, anfíbios e mamíferos também.